# 皮诺斯蓬特
皮诺斯蓬特，是西班牙安达卢西亚自治区格拉纳达省的一个市镇。总面积99平方公里，2001年普查人口總數為13422人，人口密度為每平方公里136人。